# اشلوسلبرگ
اشلوسلبرگ (به آلمانی: Schlüßlberg) یک منطقهٔ مسکونی در اتریش است که در ناحیه گرایسکیرچن واقع شده‌است. اشلوسلبرگ ۱۹٫۹ کیلومتر مربع مساحت دارد ۳۲۰ متر بالاتر از سطح دریا واقع شده‌است.